# Bitwa koło Helgolandu (1917)
Druga bitwa pod Helgolandem – bitwa morska stoczona 17 listopada 1917 roku podczas I wojny światowej, na Zatoce Helgolandzkiej.
17 listopada 1917 roku niemieckie trałowce, które oczyszczały z min szlak przez brytyjskie pole minowe w zatoce Helgoland w pobliżu niemieckiego wybrzeża, zostały przechwycone przez dwa brytyjskie lekkie krążowniki HMS „Calypso” i HMS „Caledon”.
Niemieckie okręty uciekły na południe, pod osłonę pancerników SMS „Kaiser” i SMS „Kaiserin” dowodzonych przez kadm. Ludwiga von Reutera. Krążowniki angielskie zaatakowały niemieckie pancerniki, a tymczasem ich osłona w postaci Pierwszej Eskadry Krążowników Liniowych (w składzie: HMS „Tiger”, HMS „Renown”, HMS „Repulse”, HMS „Courageous” i HMS „Glorious”), pod dowództwem adm. Charlesa Johna Napiera, zmierzała na pomoc.
HMS „Calypso” został trafiony pociskiem kal. 305 mm w mostek. Zginęły wszystkie osoby, które się na nim znajdowały, łącznie z kapitanem okrętu. 
HMS „Repulse” (pod dowództwem kmdr Williama Boyle’a starł się z pancernikami niemieckimi, ale te wycofały się poza własne pola minowe. 
Niemcy w bitwie stracili tylko jeden torpedowiec.